# Adam Suprun
Adam Suprun (ur. 24 października 1928 w Połtawie w Ukrainie, zm. 18 sierpnia 1999 w Mińsku), językoznawca, slawista, doktor habilitowany nauk filologicznych (1966), doktor habilitowany nauk pedagogicznych (1981), profesor, kierownik Katedry Językoznawstwa Teoretycznego i Słowiańskiego Białoruskiego Uniwersytetu Państwowego, uhonorowany tytułem Zasłużony Pracownik Nauki Republiki Białorusi (1990). 

## Życiorys
Adam Suprun studiował na Uniwersytecie Kirgiskim, który ukończył w 1952 roku.W 1955 roku na Moskiewskim Uniwersytecie Państwowym im. M.W Łomonosowa obronił pracę doktorską Wyrazy z rdzeniem liczebnikowym we współczesnym rosyjskim języku literackim. 
W 1961 roku ukazała się monografia zatytułowana Старославянские числительные (Liczebniki starosłowiańskie). W 1966 roku na Uniwersytecie Leningradzkim obronił rozprawę habilitacyjną Славянские числительные: Становление числительных как особой части речи (Liczebniki słowiańskie. Kształtowanie się liczebników jako osobnej części mowy). 
W 1966 roku na Białoruskim Uniwersytecie Państwowym Adam Suprun  założył Katedrę Językoznawstwa Teoretycznego i Słowiańskiego, którą kierował przez ponad 30 lat. Był pomysłodawcą utworzenia w Białorusi uniwersyteckiej slawistyki: to z jego inicjatywy na Wydziale Filologicznym Białoruskiego Uniwersytetu Państwowego wykładano wszystkie języki słowiańskie, a od 1993 roku rekrutacją studentów na filologię polską otwarty został kierunek filologia słowiańska. 
W 1981 roku na Białoruskim Uniwersytecie Państwowym w Mińsku Adam Suprun obronił drugą rozprawę habilitacyjną Лингводидактические проблемы содержания обучения русскому языку в белорусской школе (Glottodydaktyczne zagadnienia nauczania języka rosyjskiego w szkole białoruskiej) i uzyskał stopień doktora habilitowanego nauk pedagogicznych.
Adam Suprun często był zapraszany do wygłaszania wykładów i referatów przez uniwersytety i instytucje naukowe z Austrii, Bułgarii, Węgier, Danii, Hiszpanii, Luksemburga, Polski, Słowacji, Słowenii, USA, Finlandii, Chorwacji, Czech, etc. Od 1958 roku był uczestnikiem wszystkich Międzynarodowych Kongresów Slawistów oraz członkiem Białoruskiego Komitetu Slawistów.

## Zainteresowania naukowe
Adam Suprun w slawistyce pozostaje uznanym autorytetem w zakresie etymologii, studiów nad językiem połabskim, leksykologii i typologii języków słowiańskich, psycholingwistyki, glottodydaktyki, lingwistyki tekstu. Jest autorem ponad 600 publikacji, z czego ponad 60 to książki i broszury. 
Jednym z ważniejszych obszarów zainteresowań Adama Supruna było badanie języków słowiańskich w aspekcie leksykalnym i gramatycznym w diachronii i synchronii. Do tej pory jego systemowo-diachroniczne badania liczebników oraz kategorii ilości w językach słowiańskich nie mają sobie równych.
Adam Suprun odegrał ogromną rolę w rozwoju i zastosowaniu metod statystycznych w badaniu zjawisk językowych. Pod kierunkiem naukowca stworzono pięć słowników frekwencyjnych na materiale różnych stylów funkcjonalnych języka białoruskiego.
Leksyka zawsze należała do priorytetowych zainteresowań Supruna, który pełnił funkcję redaktora naczelnego słowników frekwencyjnych oraz słowników asocjacyjnych. Suprun zapoczątkował wykorzystanie metod matematycznych i statystycznych w leksykologii – pod jego kierownictwem wyrosła cała grupa uczonych, którzy stosowali nowe metody badań nad słownictwem. Praca zbiorowa Методы изучения лексики [Metody badań nad słownictwem] pod jego redakcją nadal pozostaje aktualna i jest zalecana studentom i doktorantom do pracy z materiałem leksykalnym. 
Adam Suprun badał języki słowiańskie (w tym mikrojęzyki) według następujących parametrów: 
- objętość zasobu leksykalnego;
- udział wyrazów najczęściej występujących w tekście;
- podział słownika na części mowy;
- struktura morfemowa słownictwa i sposoby tworzenia wyrazów;
- stopień podobieństwa semantycznego leksemów o największej frekwencji;
- charakter i treść różnego rodzaju grup semantycznych;
- specyfika relacji hiponim–hiperonim w organizacji grup leksykalnych;
- stratyfikacja stylistyczna słownictwa;
- dane dotyczące skojarzeniowych połączeń wyrazowych;
- zgodność leksykalna.

Autor ma wiele prac z zakresu połabistyki. Szczególne miejsce w dorobku naukowym Supruna zajmują jego prace z zakresu językoznawstwa białoruskiego. Opublikował prace dotyczące historii i współczesnego języka białoruskiego, dwujęzyczności białorusko-rosyjskiej; podręczniki do języka rosyjskiego w szkołach z białoruskim językiem wykładowym, napisane we współautorstwie i wielokrotnie wznawiane. 
W 1968 roku Suprun zwrócił się w stronę nowego kierunku – psycholingwistyki – i został jednym z autorów słynnej monografii zbiorowej Основы теории речевой деятельности [Podstawy teorii posługiwania się mową]. Ten obszar naukowy znalazł ostatecznie odzwierciedlenie w jego książce Лекции по теории речевой деятельности [Wykłady z teorii posługiwania się mową]. Kontynuacją prac z zakresu psycholingwistyki były badania skojarzeniowe. Uczniowie i uczennice Supruna opracowali słowniki asocjacyjne języka białoruskiego; łotewskiego; kirgiskiego oraz tureckiego. 
Wśród obszarów badań naukowca znalazła się także lingwistyka tekstu. 
Adam Suprun był stałym współautorem Słownika etymologicznego języka białoruskiego (Этымалагічны слоўнік беларускай мовы, 1978–2017). 

## Podręczniki
Podręczniki Adama Supruna to między innymi trzy skrypty wykładów z językoznawstwa na przykład pierwsze w ZSRR Введение в славянскую филологию [Wprowadzenie do filologii słowiańskiej], ponowne wydanie – 2019
Rozdział podręcznika pt. Жизнь древних славян по данным их языка [Życie starożytnych Słowian utrwalone w ich języku] (ss. 155–264) został ponownie opublikowany jako osobna pozycja już po śmierci profesora.

## Szkoła naukowa
Adam Suprun był wybitnym pedagogiem: pod jego kierunkiem obroniono ponad 60 prac doktorskich, był konsultantem 10 habilitacji. Uczniowie profesora Supruna i uczniowie jego uczniów wykładają na wszystkich uniwersytetach Białorusi oraz na wielu uczelniach w Rosji, Polsce, Niemczech, Austrii, na Węgrzech, Ukrainie, Litwie, w Indiach, Turcji, Czechach, krajach arabskich i afrykańskich.
Profesor Adam Suprun zmarł 18 sierpnia 1999 roku w Mińsku. Od tego czasu pracownicy Katedry Językoznawstwa Teoretycznego i Słowiańskiego Białoruskiego Uniwersytetu Państwowego – jego uczniowie i uczniowie jego uczniów – publikowali i wznawiali dzieła Supruna. W 2003 roku w serii Memoria et Gloria ukazała się książka Память и слава: К 75-летию со дня рождения профессора А. Е. Супруна [Pamięć i chwała: w 75. rocznicę urodzin profesora A. Supruna], która zawiera pełną bibliografię publikacji za życia naukowca oraz 3 artykuły o języku połabskim, które stanowią bibliograficzną rzadkość. Dziesięć lat później w serii Językoznawcy Białorusi ukazał się wybór prac naukowca Выбраныя працы [Dzieła wybrane], w której znalazły się opracowania Праславянский язык, Старославянский язык, Церковно-славянский язык [Język prasłowiański, Język starosłowiański oraz Język cerkiewnosłowiański].